# レジメン
レジメン（Regimen）とは、食事療法、運動療法、医療行為などの計画、または行動指針の事である。塩分控えめの食事はレジメンの一例である。ペニシリンの投与はレジメンであり、がんの治療には多くの化学療法のレジメンがある。

## 歴史
古代ギリシャの医師ヒポクラテスの著作「Regimen in Acute Diseases」には、彼の時代（紀元前400年）の医療レジメンの種類と使用法が記されている。これがこの言葉の初出と思われる。
米国国立医学図書館のPubMedには、1892年から2013年1月までに“regimen”という言葉を使った22万件以上の論文が掲載されている。中世の医学では、「養生」とは、4つの体液のバランスを保つために、習慣や食事、スケジュールなどを注意深く管理することを意味していた。6つの非自然体（空気、食事、睡眠、運動、排泄、感情）に注意を払う事（レジメン）で、人は心身の健康を保つ事が出来た。